# Lacul Mandrensko
Lacul Mandrensko (în bulgară Мандренско езеро), cunoscut și sub numele de Lacul Mandra este un lac în Bulgaria.